# Nadezhda Dúrova

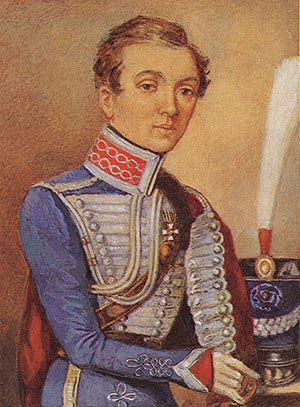
Nadezna Durova en uniforme de oficial.

Nadezhda Andreyevna Durova (en ruso: Наде́жда Андре́евна Ду́рова; 17 de septiembre de 1783 – 21 de marzo de 1866), también conocida como Alexander Durov, Alexander Sokolov y Alexander Andreevich Alexandrov, fue una mujer que, disfrazada de hombre, acabó como soldado condecorado en la caballería durante las guerras napoleónicas. Fue la primera oficial femenina en la historia del ejército ruso. Su memorias, The Cavalry Maiden (La doncella de caballería, en español), es un documento significativo de su época porque pocos oficiales de las guerras napoleónicas publicaron sus experiencias, y por ser una de las primeras autobiografías en lengua rusa.

## Primeros años
Nadezhda Durova nació en un campamento del ejército en Kiev, hija de un comandante militar ruso. Su padre la colocó al cuidado de sus soldados después de un incidente que casi acabó con ella siendo bebé cuando su madre abusiva la tiró por la ventanilla de un carruaje en marcha. Desde pequeña, Durova aprendió todas las rutinas y órdenes y su juguete favorito era una pistola descargada.
Después de que su padre se retiró del servicio, continuó jugando con sables rotos y asustó a su familia al domar en secreto un semental que consideraban ingobernable. En 1801, se casó con un juez de Sarápul, V.S. Chernov y dio a luz un hijo en 1803. Algunas versiones afirman que huyó de su casa con un oficial cosaco en 1805. En 1807, a la edad de veinticuatro años se disfrazó de hombre, abandonó a su hijo y su marido, y montando su caballo Alkid, se alistó en el Regimiento de caballería polaco (más tarde clasificado como Ulanos) bajo el falso nombre de Alexander Sokolov.

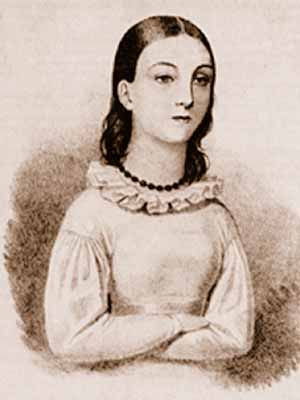
Nadezna Durova a los catorce años.

Durova era ferozmente patriótica y consideraba la vida militar la libertad. Disfrutaba de los animales y el aire libre. Ella sentía que tenía poco talento para las labores domésticas tradicionales de las mujeres. En sus memorias, describe una relación infeliz con su madre, aprecio hacia su padre, y nada en absoluto sobre su propia vida de casada.

## Servicio militar
Luchó en las principales batallas rusas de la campaña prusiana de 1806-1807. Durante dos de aquellos combates, salvó las vidas de dos soldados rusos camaradas. El primero era un hombre alistado que cayó de su caballo durante la refriega y sufrió una contusión. Le ayudó bajo el intenso fuego enemigo y le puso a salvo cuando el ejército a su alrededor retrocedió. El segundo era un oficial, descabalgado pero ileso. Tres dragones franceses se acercaban. Ella blandió su lanza y dispersó al enemigo. Luego, en contra de las regulaciones, le prestó al oficial su propio caballo para facilitar su retirada, quedando ella más vulnerable a un ataque.
Durante la campaña, escribió una carta a su familia explicando su desaparición. Ellos utilizaron sus contactos en un intento desesperado de localizarla. El rumor de que había una amazona en su ejército llegó hasta el zar  Alejandro I, quién se interesó personalmente en el asunto. La cadena de mando de Durova confirmó que su valor no tenía igual. Convocada al palacio en San Petersburgo,  impresionó tanto al zar que le otorgó la Cruz de San Jorge y la ascendió a lugarteniente en una unidad de húsares (el Regimiento Húsar de Mariupol). La historia de que había una heroína en el ejército bajo el nombre de Alexander Sokolov fue muy conocida en aquel tiempo. Así que el zar le otorgó un seudónimo nuevo, Alexandrov, basado en su propio nombre.
La apariencia juvenil de Durova dañó sus posibilidades de promoción. En un tiempo en que se esperaba que los oficiales rusos lucieran bigote parecía un chico imberbe de dieciséis. Se transfirió de los húsares al Regimiento de Ulanos Lituanos para evitar a la hija de un coronel que se había enamorado de ella. Durova vio acción otra vez durante la Invasión napoleónica de Rusia en 1812. Luchó en la Batalla de Smolensk. Durante la Batalla de Borodino una bala de cañón la hirió en una pierna, aun así continuó sirviendo como su deber hasta que varios días después recibió la orden oficial de retirarse a recuperarse. Se retiró del ejército en 1816 con el rango de stabs-rotmistr, un equivalente a capitán-teniente.
Durante una reunión casual fue presentada a Aleksandr Pushkin unos veinte años más tarde. Cuando se enteró de que había mantenido un diario durante su servicio en el ejército la animó a publicarlo como sus memorias. Ella añadió antecedentes sobre su niñez pero cambió su edad quitándose siete años y eliminó toda referencia a su matrimonio. Durova lo publicó como The Cavalry Maiden en 1836. También escribió otras cinco novelas. Continuó llevando ropa masculina el resto de su vida. Murió en Yelabuga y fue enterrada con honores militares plenos.

## Legado
Los descendientes de Durova parecen haber heredado su talento para entrenar animales. Sus bisnietos Nadezna Vladimir y Anatoli Durov fueron entrenadores de animales y los fundadores del famoso circo ruso Durov Animal Theater en Moscú. Actualmente el Teatro sigue dirigido por otra descendiente de Nadezna, Natalia Durova.
Además de ser un raro ejemplo de las memorias militares de una soldado, The Cavalry Maiden es una de las pocas narraciones de las guerras napoleónicas en describir los acontecimientos desde la perspectiva de un joven oficial y uno de los primeros trabajos autobiográficos en la literatura rusa.
Durova se convirtió en una figura de cierto interés cultural en Europa Oriental pero permaneció en gran parte desconocida al mundo anglosajón hasta que Mary Fleming Zirin tradujo al inglés The Cavalry Maiden en 1988. Durova es desde entonces un tema de programas universitarios y publicaciones académicas en literatura comparada e historia rusa.

## Trabajos artísticos sobre Nadezhda Durova
- Nadezhda Durova, una ópera por Anatoly Bogatyrev.
- A Long Time Ago, una obra teatral de Alexander Gladkov.
- Húsar Ballad, una opereta de Tikhon Khrennikov.
- Húsar Ballad, una película dirigida por Eldar Ryazanov.